# 山本芳彦
山本 芳彦（やまもと よしひこ、1983年11月6日 - ）は、和歌山県和歌山市出身の元プロ野球選手（内野手）。

## 経歴

### プロ入り前
和歌山工高では投手として活躍し、高校3年時の夏には和歌山予選1回戦で前年度夏の甲子園優勝校の智辯和歌山高校と対戦。投打に活躍を見せ武内晋一が主将を務めていた同校を1回戦敗退に追い込む。2回戦の県立和歌山商高戦では2本塁打を放ち勝利するが、3回戦の日高高戦で0-5で敗退する。
通算21本塁打。またエースで4番でありながら高校通算60盗塁以上を走る俊足と走塁センスをもっていた。
2001年のプロ野球ドラフト会議で、広島東洋カープに打力を見込まれて野手として7巡目指名を受け入団した。

### プロ入り後
二軍では毎年60試合以上に出場して主力選手として活躍。足と肩があり内野・外野経験もあるため、プロ入り後は守備位置が固定されることはなく、捕手以外のすべてのポジションを経験している。
2004年、二軍でチームの投手が足りなくなったためマウンドに上がったこともあり、1イニング3打数0安打1四球と無難にこなした。
2005年は二軍で74試合に出場、打率.256 5本塁打 15盗塁（盗塁死3）と俊足を活かし盗塁で貢献した。一塁手13試合、二塁手1試合、三塁手15試合、遊撃手17試合、外野手39試合を守った。
2006年は二軍で64試合に出場し、ウエスタン・リーグ3位の打率.292、 6HR 5盗塁 16二塁打の好成績を残した。このことが認められ、7月17日にプロ5年目にして初の一軍出場を果たした。パンチ力があるため二軍では3番・5番など中軸を任せられることが多くなってきた。一軍では少ない出場試合数ながら一塁・二塁・三塁の3ポジションを守った。
2007年は二軍で76試合に出場し打率.256、3本塁打と打撃面では前年より下降したが、赤松真人（阪神タイガース）の26盗塁に次ぐ15盗塁（盗塁死2）はウエスタン・リーグ2位と自慢の機動力の成長を見せた。また、守備でもさまざまな守備位置で起用されてユーティリティーぶりを発揮し、合計で5失策と各ポジションでそれなりに安定した守備を見せた。一軍出場は前年を下回る4試合に留まった。
2007年秋季キャンプにて、若手野手の中で最も力強く鋭い打球を放っており、その元気の良さを買われマーティ・レオ・ブラウン監督からFA移籍した新井貴浩の後任として名前を挙げられた。
2008年は二軍で70試合に出場し、自己最多タイの6本塁打を記録するが、打率は.257と前年と余り変わらず、新加入の野手の台頭もあって一軍出場はなかった。
2009年は春季キャンプから一軍のメンバーに入り、ブラウン監督の目を引いた。オープン戦も好調を維持し、自身初の開幕一軍の切符を獲得するも、2試合出場した後二軍落ちし、その後は一軍への昇格は無かった。
2010年は前半戦は一軍の機会がなかったものの、オールスター戦前に栗原健太の故障を機に一軍に昇格し、8月5日の対横浜戦ではプロ入り初の適時打を放った。自己最多の39試合に出場。代打、代走だけでなく一塁、二塁、三塁、外野と多くの守備位置を守り、一軍での経験を積んだ。
2012年は一軍の出場機会がなく、10月3日に球団から戦力外通告を受けた。

### 引退後
プロ3年目の2004年にはウエスタン・リーグで投手として1試合のみ登板しており、内野手登録ながら、球団から打撃投手としての契約を打診された。
2022年限りで退団。

## 詳細情報

### 年度別打撃成績
| 年 度     | 球 団     | 試 合 | 打 席 | 打 数 | 得 点 | 安 打 | 二 塁 打 | 三 塁 打 | 本 塁 打 | 塁 打 | 打 点 | 盗 塁 | 盗 塁 死 | 犠 打 | 犠 飛 | 四 球 | 敬 遠 | 死 球 | 三 振 | 併 殺 打 | 打 率 | 出 塁 率 | 長 打 率 | O P S |
| --------- | --------- | ----- | ----- | ----- | ----- | ----- | -------- | -------- | -------- | ----- | ----- | ----- | -------- | ----- | ----- | ----- | ----- | ----- | ----- | -------- | ----- | -------- | -------- | ----- |
| 2006      | 広島      | 17    | 31    | 31    | 1     | 7     | 2        | 0        | 0        | 9     | 0     | 0     | 0        | 0     | 0     | 0     | 0     | 0     | 10    | 2        | .226  | .226     | .290     | .516  |
| 2007      | 広島      | 4     | 5     | 4     | 1     | 0     | 0        | 0        | 0        | 0     | 0     | 0     | 0        | 0     | 0     | 1     | 0     | 0     | 1     | 0        | .000  | .200     | .000     | .200  |
| 2009      | 広島      | 2     | 2     | 2     | 0     | 0     | 0        | 0        | 0        | 0     | 0     | 0     | 0        | 0     | 0     | 0     | 0     | 0     | 0     | 0        | .000  | .000     | .000     | .000  |
| 2010      | 広島      | 39    | 46    | 43    | 4     | 11    | 1        | 0        | 0        | 12    | 2     | 0     | 0        | 1     | 1     | 1     | 0     | 0     | 15    | 0        | .256  | .267     | .279     | .546  |
| 2011      | 広島      | 17    | 27    | 27    | 0     | 9     | 1        | 0        | 0        | 10    | 2     | 0     | 0        | 0     | 0     | 0     | 0     | 0     | 4     | 1        | .333  | .333     | .370     | .704  |
| 通算：5年 | 通算：5年 | 79    | 111   | 107   | 6     | 27    | 4        | 0        | 0        | 31    | 4     | 0     | 0        | 1     | 1     | 2     | 0     | 0     | 30    | 3        | .252  | .264     | .290     | .556  |

### 年度別守備成績
| 年 度 | 球 団 | 一塁  | 一塁  | 一塁  | 一塁  | 一塁  | 一塁     | 二塁  | 二塁  | 二塁  | 二塁  | 二塁  | 二塁     | 三塁  | 三塁  | 三塁  | 三塁  | 三塁  | 三塁     | 遊撃  | 遊撃  | 遊撃  | 遊撃  | 遊撃  | 遊撃     | 外野  | 外野  | 外野  | 外野  | 外野  | 外野     |
| 年 度 | 球 団 | 試 合 | 刺 殺 | 補 殺 | 失 策 | 併 殺 | 守 備 率 | 試 合 | 刺 殺 | 補 殺 | 失 策 | 併 殺 | 守 備 率 | 試 合 | 刺 殺 | 補 殺 | 失 策 | 併 殺 | 守 備 率 | 試 合 | 刺 殺 | 補 殺 | 失 策 | 併 殺 | 守 備 率 | 試 合 | 刺 殺 | 補 殺 | 失 策 | 併 殺 | 守 備 率 |
| ----- | ----- | ----- | ----- | ----- | ----- | ----- | -------- | ----- | ----- | ----- | ----- | ----- | -------- | ----- | ----- | ----- | ----- | ----- | -------- | ----- | ----- | ----- | ----- | ----- | -------- | ----- | ----- | ----- | ----- | ----- | -------- |
| 2006  | 広島  | 8     | 45    | 3     | 0     | 2     | 1.000    | 3     | 4     | 2     | 0     | 0     | 1.000    | 1     | 1     | 0     | 0     | 0     | 1.000    | -     | -     | -     | -     | -     | -        | -     | -     | -     | -     | -     | -        |
| 2007  | 広島  | -     | -     | -     | -     | -     | -        | -     | -     | -     | -     | -     | -        | -     | -     | -     | -     | -     | -        | 1     | 0     | 0     | 0     | 0     | ----     | -     | -     | -     | -     | -     | -        |
| 2009  | 広島  | 1     | 4     | 0     | 0     | 0     | 1.000    | -     | -     | -     | -     | -     | -        | -     | -     | -     | -     | -     | -        | -     | -     | -     | -     | -     | -        | -     | -     | -     | -     | -     | -        |
| 2010  | 広島  | 16    | 21    | 3     | 0     | 3     | 1.000    | 6     | 3     | 5     | 0     | 0     | 1.000    | 7     | 1     | 8     | 1     | 0     | .900     | -     | -     | -     | -     | -     | -        | 4     | 5     | 0     | 0     | 0     | 1.000    |
| 2011  | 広島  | -     | -     | -     | -     | -     | -        | 3     | 3     | 4     | 0     | 0     | 1.000    | 4     | 1     | 1     | 0     | 0     | 1.000    | 1     | 0     | 0     | 0     | 0     | ----     | 4     | 5     | 0     | 0     | 0     | 1.000    |
| 通算  | 通算  | 25    | 70    | 6     | 0     | 5     | 1.000    | 12    | 10    | 11    | 0     | 0     | 1.000    | 12    | 3     | 9     | 1     | 0     | .923     | 2     | 0     | 0     | 0     | 0     | ----     | 8     | 10    | 0     | 0     | 0     | 1.000    |

### 記録
- 初出場：2006年7月17日、対東京ヤクルトスワローズ10回戦（明治神宮野球場）、6回裏に二塁手で出場
- 初打席：同上、9回表にリック・ガトームソンから空振り三振
- 初安打：2006年7月27日、対読売ジャイアンツ12回戦（東京ドーム）、5回表にジョン・ベイルの代打で出場、西村健太朗から中前安打
- 初先発出場：2006年8月6日、対阪神タイガース12回戦（坊っちゃんスタジアム）、7番・二塁手で先発出場
- 初打点：2010年7月27日、対東京ヤクルトスワローズ11回戦（明治神宮野球場）、2回表に村中恭兵から右犠飛

### 背番号
- 59（2002年 - 2012年）
- 113（2019年 - 2022年）
- 2013年から打撃投手を務めるが、マネージャー補佐兼任のため、他の打撃投手と異なり2018年まで背番号がなかった。